# Старая Толковка (Пензенская область)
Старая Толковка — село в Пачелмском районе Пензенской области России. Входит в состав Новотолковского сельсовета.

## География
Село находится в западной части Пензенской области, в пределах Приволжской возвышенности, в лесостепной зоне, на берегах реки Ломовки, вблизи места впадения в неё реки Толковки, при автодороге 58К-360, на расстоянии примерно 13 километров (по прямой) к северо-востоку от Пачелмы, административного центра района. Абсолютная высота — 180 метров над уровнем моря.

### Климат
Климат характеризуется как умеренно континентальный, с холодной продолжительной зимой и тёплым летом. Среднегодовая температура воздуха — 3,6 — 3,8 °C. Средняя температура воздуха самого тёплого месяца (июля) — 19 °C (абсолютный максимум — 39 °C); самого холодного (января) — −12 °C (абсолютный минимум — −49 °C). Вегетационный период длится 145 дней. Среднегодовое количество атмосферных осадков варьируется от 460 до 480 мм, из которых большая часть выпадает в тёплый период. Снежный покров устанавливается в конце ноября и держится в течение 150 дней.

### Часовой пояс
Село Старая Толковка, как и вся Пензенская область, находится в часовой зоне МСК (московское время). Смещение применяемого времени относительно UTC составляет +3:00.

## Население
| 1795  | 1864  | 1877  | 1897  | 1911  | 1926  | 1930  |
| ----- | ----- | ----- | ----- | ----- | ----- | ----- |
| 1328  | ↗2341 | ↘2006 | ↗2445 | ↗3092 | ↘2637 | ↗3066 |
| 1939  | 1959  | 1979  | 1989  | 1996  | 2002  | 2010  |
| ↘2057 | ↘1224 | ↘580  | ↘290  | ↘251  | ↘209  | ↘133  |

### Национальный состав
Согласно результатам переписи 2002 года, в национальной структуре населения русские составляли 99 % из 209 чел.